# صوفيا (الحكمة)

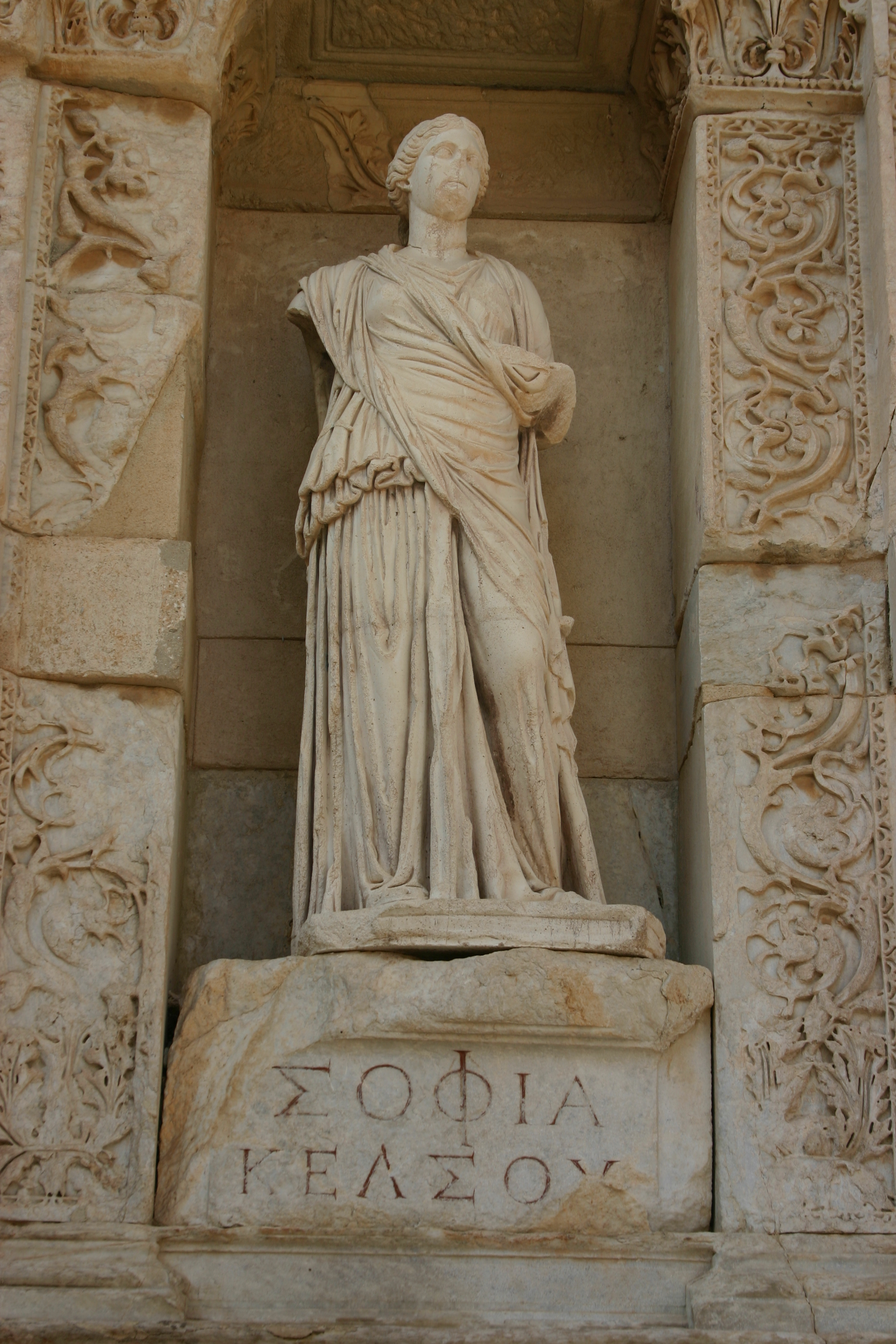
تمثال تجسيد الحكمة «صوفيا» في مكتبة سيلسوس في أفسس (القرن الثاني).

صوفيا أو سوفيا (اليونانية العامية: σοφία، (بالإنجليزية: Sophia) الكلمة تعني «حكمة») هي فكرة رئيسية في الفلسفة والديانة الهلنستية، والأفلاطونية، والغنوصية [الإنجليزية] والمسيحية الأرثوذكسية، والمسيحية الباطنية، وكذلك التصوف المسيحي. ابتداءً تتضمن الكلمة معنى «الفِطنة، المهارة». أمَّا المعنى اللاحق فيقترب من معنى الكلمة الفرنسية Phronesis والتي تحمل معنى «الحصافة، الفضيلة أو الحكمة العملية». ومن كلمة صوفيا اشتق لفظ فلسفة وفيلسوف، أي محب للحكمة. كما وإنَّ اسم صوفيا مأخوذٌ من إلهة الحكمة اليونانية صوفيا.
بحسب باسيليدس فإنَّ صوفيا أتت أو انبثقت من فرونيسيس وهو «نوع من الحكمة أو الذكاء أو الحكمة العملية»، بالإضافة إلى ديناميس [الإنجليزية] «القوة». ومن صوفيا «الحكمة» وديناميس «القوة» خلقت القوات والسلاطين والملائكة.

## التراث اليوناني والهلنستي
إنَّ الكلمة اليونانية القديمة صوفيا (σοφία) هي الاسم المُجرد لكلمة سوفوس (σοφός)، والتي تُترجم بترجمات مختلفة المعنى مثل «النبه، والماهر، والذكي، وأخيرًا، الحكيم». تشترك هذه الكلمات بنفس الجذر البروتو هندوأوروبي مثل الفعل اللاتيني سَبيري sapere الذي معناه (أن تذوق، أن ترى) من حيثية أنها كلها ترجع إلى كلمة سفيتسيا sapientia أي الحكمة.

## اللاهوت المسيحي

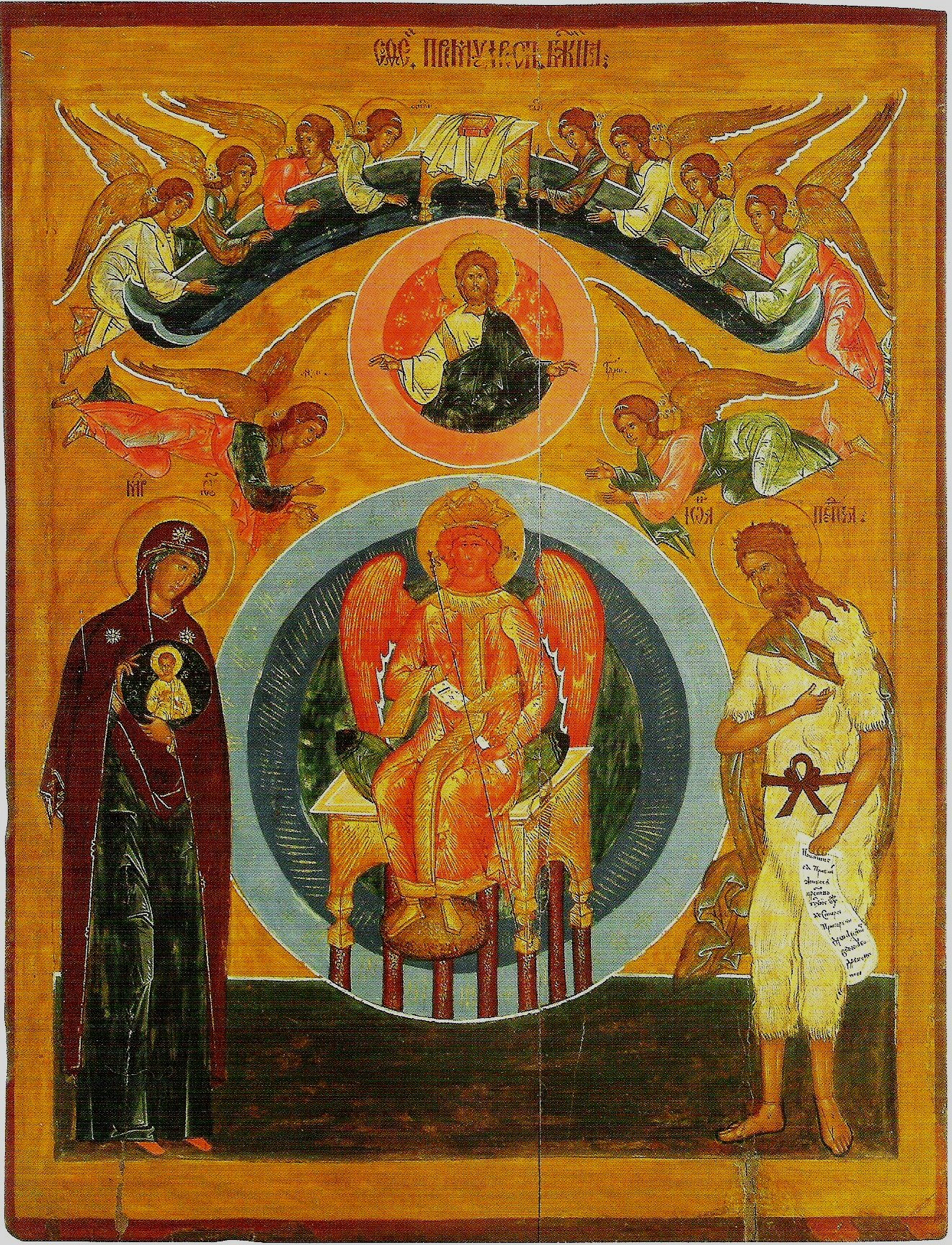
أيقونة الحكمة الإلهية من كنيسة القديس جورج في فولوغدا (القرن السادس عشر).

حكمة الله، هو أحد أسماء المسيح وألقابه الكتابية، وذي أهمية عقائدية في المسيحية. ورد النص في سفر الأمثال، وأشير إلى حكمة الله في النص بوصفها شخصًا لا صفة مجردة فحسب: «كنت عنده صانعًا»، وسوى ذلك، فإن حكمة الله ليست «هي صفة الحكمة البشرية المعلومة، بل هي صفة الحكمة الإلهية القائمة للذات الإلهية الأحدية الإلهية»، وبالتالي هي تمامًا كصفة كلمة الله، إذ لا يمكن أن يوجد الله بلا صفتي الكلمة والحكمة - أي ما يمكن فلسفته بالعقل - وبالتالي فالصفتين ليستا محدثتين، أو زائدتين على ذات الله بل هما عين الذات. أما التنوع فهو لفظي، فبينما يشير كلا اللفظين إلى عقل الله الذي به خلق العالم، وقد وصفت الحكمة بكونها: «لما رسم أسس الأرض كنت عنده صانعًا»، وكذلك الكلمة: «به كل شيء كان». في الفلسفة البشرية، هناك انعكاس واضح لهذه القضية، يمكن ملاحظته بشكل أساسي عند فيلون، الذي علّم بأن من فيضٍ من عقل الله خلق العالم، أي أن الله خلق العالم بعقله أي إرادته وتخطيطه، أي كلمته التي شكل المسيح تجسدها النهائي.[بحاجة لمصدر]
أهمية النص كبرى أيضًا بإثبات مسيانية المسيح، من ناحية إثبات مسحه الأزلي «منذ الأزل مسحت، منذ البدء منذ أوائل الأرض»، ومن المعلوم، أن صفة مسيح تبدأ من تاريخ المسحة، فمسحة المسيح حسب النص منذ الأزل، «بلا تاريخ لأنها قبل التاريخ». ولكون اللقب كريستولوجي أساسًا، فقد دعيت مريم «كرسي الحكمة».[بحاجة لمصدر]

## النظرة الحديثة

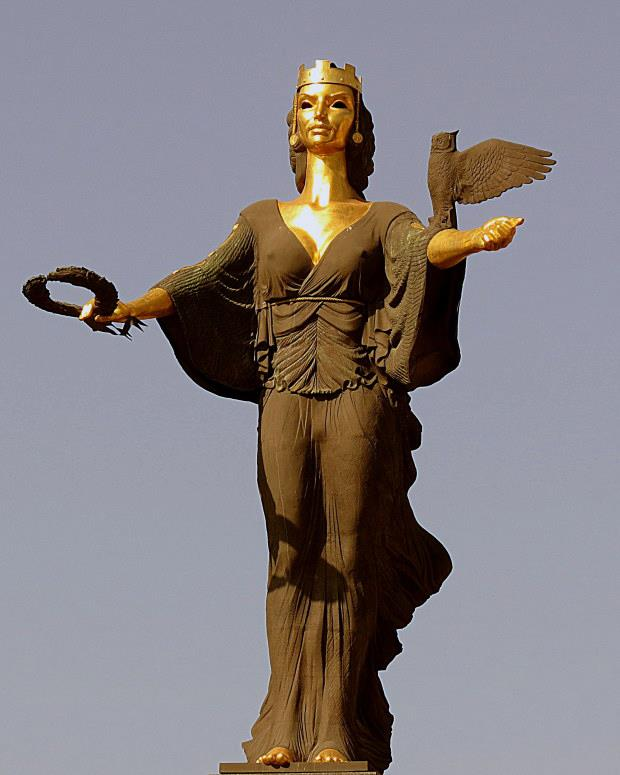
تمثال صوفيا في صوفيا، بلغاريا.

قام رودولف شتاينر مؤسس الأنثروبوصوفيا بتضمين مذهبه هذا الإلهة صوفيا وذلك في كتابه المسمى الإلهة: من الطبيعة إلى الحكمة الإلهية بالإضافة إلى مجموعة لاحقة من كتاباته بعنوان إيزيس ماري صوفيا. كما وتظهر صوفيا بشكل جلي في الثيوصوفيا وهي حركة روحية كانت الأنثروبوصوفيا مرتبطة بها ارتباطًا وثيقًا. فقد قامت السيدة هيلينا بلافاتسكي، مُنشئة الثيوصوفيا، بوصف صوفيا في مقالها المعنون ما هي الثيوصوفيا؟ كعقيدة حكمة باطنية، وذكرت أن «الحكمة» المشار إليها كانت «انبثاقًا للمبدأ الإلهي» المتمثل بـ «... بعض الآلهة - ميتيس، نيثا، أثينا، صوفيا الغنوصية...».
ومنذ سبعينيات القرن العشرين، تم استحضار صوفيا أيضا كإلهة في مذهب ويكا دايانية وما يتصل به من تيارات الروحانية النسوية. كما واستحضرت صوفيا في العمل الفني المسمى حفلة العشاء للفنانة النسوية جودي شيكاغو. وهناك تمثال ضخم للحكمة المقدسة «صوفيا» يمثل على أنه «الإلهة» في صوفيا، عاصمة بلغاريا (حيث سميت المدينة نفسها باسم كنيسة القديسة صوفيا).

## روابط خارجية
- تفسير سفر الأمثال - الأنبا تكلا.
- Divine Wisdom articles compiled by Priscilla Hunt
- Virgin Sophia - Rosicrucian Library
- Texts about the controversy with regard to Bulgakov's sophiology (in German, English, Russian, French)